# Nikša Bareza
Nikša Bareza (Split, 31. ožujka 1936. – Zagreb, 14. siječnja 2022.), bio je hrvatski dirigent. Jedan od najvećih hrvatskih dirigenata 20. i 21. stoljeća, poznat po širokom repertoaru i vrlo studioznom pristupu partituri.

Više od trideset godina dirigirao je po najvećim europskim opernim kućama i koncertnim dvoranama, te kao dugogodišnji (od 1992.) šef-dirigent Simfonijskog orkestra Hrvatske radiotelevizije. Od 2001. godine također je šef dirigent Opere i filharmonije Robert Schumann u Chemnitzu. U sklopu Splitskoga ljeta zajedno s ansamblom Opere splitskoga HNK, ostvario je niz zapaženih glazbenih izvedba.

## Životopis
Nikša Bareza rođen je 1936. godine u Splitu. U rodnom gradu pohađao je klasičnu gimnaziju i glazbenu školu za glasovir. U Zagrebu studira dirigiranje na Muzičkoj akademiji, a 1. prosinca 1959. godine diplomira ravnajući izvedbom Verdijeva "Krabuljnoga plesa" u HNK-u. Nakon Zagreba na usavršavanje je otišao u Salzburg kod profesora Hermanna Scherchena i Milana Sachsa. Od 1957. godine djeluje kao asistent i dirigent (tadašnjem šefu Milanu Sachsu) Opere u Zagrebu, a od 1965. do 1974. godine bio je i njezin ravnatelj. U tom periodu dobitnik je brojnih nagrada, te istodobno početak europske karijere. Nakon Zagreba odlazi u Operu u Zürichu, te uskoro dirigira popularnim inozemnim ansamblima značajne reputacije poput Nurnberškom filharmonijom, orkestrom teatra Kirov u Lenjingradu, pa potom u Moskvi, Rigi, Minsku, dok 1976. godine u Boljšoj teatru dirigira Verdijevom Aidom. Također nastupa u Staatsoperi u Beču, a u Parizu s ORF orkestrom sudjeluje na tri koncerta u Theater Champes-Elysees.
S popularnim orkestrima sudjeluje na brojnim značajnim glazbenim festivalima, a neki od njih su Athens Festival, Wiener Festwochen, Bordeaux Festival, Festival delle Novita Bergamo, Steirscher Herbst Graz, Dubrovačke ljetne igre, Splitsko ljeto, Soeul Festival i mnogi drugi. Također nastupa u velikim Opernim kućama poput Wiener Staatsoper, Hamburg Staatsoper, Opera u Genevi, Teatro Reggio u Torinu, Opernhaus u Zürichu, Opernhaus u Grazu, Teatro La Fenice u Veneciji.
1981. godine u Grazu postaje ravnatelj Opere, njezin prvi dirigent i šef dirigent tamošnje filharmonije. U tom uspješnom glazbenom djelovanju Nikša Bareza postavlja integralne verzije tetralogije Prsten Niebelunga Richarda Wagnera u Grazu, a izvedba je snimljena za austrijsku državnu televiziju ORF, te je proglašena glazbenim događajem sezone.
Od 1991. godine Bareza surađuje s milanskim simfonijskim orkestrom Teatra alla Scala, te s njegovim glazbenim direktorom Riccardom Mutijem realizira Wagnerovog Parsifala. Polovicom 1998. godine također u Scali dirigira Puccinijevom operom Manon Lescaut, a potom i Wagnerov Götterdämmerung (Sumrak bogova). Od 1992. ravna sa Simfonijskim orkestrom HRT-a, a od 2001. godine također je šef dirigent Opere i filharmonije "Robert Schumann" u Chemnitzu. Istodobno na poziv intendantice Mani Gotovac postaje umjetničkim ravnateljem Opere splitskog HNK.
U Parizu je dobio platinastu diskografsku medalju za operu Il Campiello Ermanna (Ermanno Wolf-Ferrari), koju je u Trstu snimio zajedno s ansamblom Kazališta Giuseppea Verdija.
Među mnogobrojnim Barezinim postignućima u hrvatskoj diskografiji, osobito je zapaženo kompaktno izdanje Alpske simfonije Richarda Straussa u izvedbi Simfonijskog orkestra Hrvatske radiotelevizije. Glazbeni kritičari u svakoj prigodi ističe inzvarednu predanost Barezina pristupa glazbenome djelu, njegovo veliko iskustvo, istančan osjećaj za stil te rafiniranu interpretaciju svake pojedinosti, a posebice se osvrće na njegovo sjajno poznavanje Wagnerove glazbe.

## Nagrade
Nikša Bareza dobitnik je brojnih domaćih i inozemnih nagrada i priznanja. Dobitnik je nagrade koja nosi ime austrijskog baroknog skladatelja Johanna Fuxa. Nagradu dobiva odmah po njenom ustanovljavanju kao prvi dobitnik, a dodijeljena mu je za zasluge na području glazbene umjetnosti u Austriji. Nagradu grada Graza dobiva za rad s Filharmonijom i Operom, a u Hrvatskoj dobiva sve značajnije nagrade za glazbeno djelovanje poput nagrada Vladimir Nazor, Milka Trnina, Judita (tri puta), Josip Štolcer Slavenski, diskografske nagrade Porin, Lovro pl. Matačić i mnoge druge.
- 1965. - za Pelleas i Melisande C. Debussyja
- 1971. - za Zaljubljen u tri naranče S. Prokofjeva
- 1972. - za Un contre tous V. Hugoa i Ive Maleca
- 1974. - za Zauberflöte W. A. Mozarta
- 2008. - diskografska nagrada Porin za životno djelo
- 2014. - nagrada Lovro pl. Matačić HDGU za životno djelo[5]

## Vanjske poveznice
- LZMK / Hrvatska enciklopedija: Bareza, Nikša
- LZMK / Proleksis enciklopedija: Bareza, Nikša
- LZMK / Hrvatski biografski leksikon: Bareza, Nikša
- Österreichisches Musiklexikon: Bareza, Nikša (njem.)